# Guamo (ort)
Guamo är en ort i Colombia.   Den ligger i departementet Tolima, i den centrala delen av landet, 120 km sydväst om huvudstaden Bogotá. Guamo ligger 323 meter över havet och antalet invånare är 14 881.
Terrängen runt Guamo är platt. Runt Guamo är det ganska tätbefolkat, med 96 invånare per kvadratkilometer. Närmaste större samhälle är Espinal, 16,2 km nordost om Guamo. Omgivningarna runt Guamo är en mosaik av jordbruksmark och naturlig växtlighet.